# Муравйова Ірина Вадимівна
Іри́на Вади́мівна Муравйова (рос. Муравьёва Ирина Вадимовна; нар. 8 лютого 1949) — радянська і російська актриса театру, кіно і озвучування, радіоведуча. Заслужена артистка РРФСР (1983). Народна артистка Російської Федерації (1994). 
У 2014 році підтримала анексію Криму Росією, за що була оголошена СБУ «небажаною особою» (persona non grata), їй заборонено в'їзд до України. Фігурант бази даних центру «Миротворець» (Гастролі Малого театру (м. Москва) в анексованому РФ Криму в рамках програми «Великі гастролі» (2016) і участь у зйомках кінофільму С. Урсуляка «Одеський пароплав» у 2019 році).

## Біографія
Народилася у Москві. Закінчила драматичну студію при Центральному дитячому театрі та Державний інститут театрального мистецтва ім. А. В. Луначарського. Працювала у московських театрах — Центральному дитячому (1970—1977), імені Моссовєта (1977—1991 роки). 
з 1993 року — актриса Державного академічного Малого театру. 
У кіно — з 1973 року. Першу велику роль зіграла в 1974 році (Сюзанна у фільмі «Чисто англійське вбивство»). Знялася у понад 60 кінострічках, серіалах і фільмах-спектаклях; зіграла низку ролей у фільмах українських кіностудій.

## Фільмографія
Ролі у фільмах:
- «Лист з юності» (1973, робітниця заводу)
- «Різні люди» (1973, Зінаїда Багляєва, маляр)
- «Чисто англійське вбивство» (1974, Сюзанна, дочка Бріггса (озвучила Алла Будницька)
- «Ау-у!» (1975, Людмила)
- «Хочу бути міністром» (1977, Ліза Буканова)
- «Іван і Коломбіна» (1977, Валентина)
- «Дуенья» (1978, Інеса, дочка Джеромо)
- «Далі — тиша...» (1978, фільм-спектакль; Рода)
- «Час вибрав нас» (1979, Зінка)
- «Москва сльозам не вірить» (1979, Людмила) — Державна премія СРСР (1981)
- «Полювання на лисиць» (1980, Марина Бєлова)
- «Ти повинен жити» (1980, Клава, рядова)
- «Незавершений портрет» (1980, к/м)
- «Карнавал» (1981, Ніна Соломатіна)
- «Руки вгору!» (1981, Єгорова Марія Михайлівна, вчителька)
- «Ми, що нижче підписалися» (1981, Алла Іванівна Шиндіна)
- «Рік теляти» (1986, Людмила; Кіностудія ім. О. Довженка)
- «Неймовірне парі, або Істинна пригода, що благополучно завершилася сто років тому» (1984, Софія Павлівна Книгіна)
- «Блакитні міста» (1985, співачка)
- «Найчарівніша і найпривабливіша» (1985, Надя Клюєва)
- «Артистка з Грибова» (1988, Галина Кадєтова)
- «Руф» (1989, Марі)
- «Бабій» (1990, Марина, закохана в Аркадія)
- «Ми дивно зустрілися» (1990, Віра)
- «Коли спізнюються в ЗАГС...» (1991, Марія Павлівна Львова, перший заступник міністра з постачання, мати Кості)
- «Тартюф» (1992, Доріна)
- «Великий капкан, або Соло для кішки при повному місяці» (1992, Вікторія)
- «Новий Одеон» (1992, головлікар психіатричної лікарні)
- «Ця жінка у вікні» (1993, Євгенія)
- «Зефір в шоколаді» (1994, тітка Маруся; Одеська кіностудія, Україна)
- «Анекдотіада, або Історія Одеси в анекдотах» (1994, 5 с, Україна)
- «Перше кохання» (1995, княгиня Засекіна, мати Зінаїди)
- «З новим щастям!» (1999, Віра)
- «З новим щастям! 2. Поцілунок на морозі» (2001, Віра)
- «Спас під березами» (2003, т/с; Анна Тимофіївна)
- «Не народися вродливою» (2005, т/с; Олена Пушкарьова)
- «Заповіт Леніна» (2007, т/с; Надія Олександрівна Шаламова, мати Варлама Шаламова)
- «Одна ніч кохання» (2008, Анна)
- «Найкраща бабуся» (2009, Анна Семенівна
- «Китайська бабуся» (2010, Катерина)
- «Одеський пароплав» (2019) та ін.

Озвучування:
- «Піф-паф, ой-ой-ой!» (1980, мультфільм)
- «Пес у чоботях» (1981, мультфільм; болонка / кішка Міледі / кажан)
- «Кицин дім» (1982, мультфільм; кішка / курка)
- «Дереза» (1985, мультфільм; Дереза)
- «Пригоди поросяти Фунтика» (1986, мультфільм; Бамбіно)
- «Теремок» (1995, мультфільм; Лисиця)
- «Жаба-мандрівниця» (1996, мультфільм; Жаба)
- «Ніч перед Різдвом» (1997, мультфільм; Солоха)
- «Комашки» (2002, мультфільм; муха)
- «Не скажу!» (2006, мультфільм; царівна Єлена)
- «Важкий пісок» (2008, т/с; Ольга Львовна — роль Ольги Яковлєвої) та ін.